# Pitcairnia mooreana
Pitcairnia mooreana är en gräsväxtart som beskrevs av Lyman Bradford Smith. Pitcairnia mooreana ingår i släktet Pitcairnia och familjen Bromeliaceae. Inga underarter finns listade i Catalogue of Life.